# BRAND-NEW TOMORROW
「BRAND-NEW TOMORROW」（ブランニュー・トゥモロウ）は、1989年5月21日にCBS/SONY RECORDSから発売された千葉美加の2ndシングル。

## 内容
1986年、ホリプロタレントスカウトキャラバンでボーカリスト賞受賞。約3年間のボイストレーニングを受けて1988年12月にメジャー・デビューした。本作は2枚目のシングルとなる。
同期デビューのアイドル歌手がデパートの屋上を中心にキャンペーンを行う中、差別化としてライブハウスを中心にキャンペーンが行われた。ミュードル（ミュージシャン+アイドルという造語）という新タイプのアイドル歌手をホリプロが売り出した。

## 収録曲
- 作曲：VAX POP　編曲：梁邦彦

1. BRAND-NEW TOMORROW
作詞：田口俊
2. ジャマしないで
作詞：岩里祐穂